# José Manuel de Almeida
José Manuel de Almeida (1785 — 1835) foi um político brasileiro.
Foi presidente da província de Minas Gerais, de 22 de abril de 1830 a 3 de fevereiro de 1831.